# 弗雷蒙捷
弗雷蒙捷（法語：Frémontiers，法語發音：[fʁemɔ̃tje]）是法国上法蘭西大區索姆省的一个市镇，属于亚眠区。

## 地理
弗雷蒙捷（49°45'33"N, 2°4'28"E）面积12.89 平方千米，位于法国上法蘭西大區索姆省，该省份为法国北部沿海省份，北起加来海峡省和北部省，西接滨海塞纳省和大西洋英吉利海峡，南至瓦兹省，东临埃纳省。
与弗雷蒙捷接壤的市镇（或旧市镇、城区）包括：贝尔日库尔、布拉西、孔特尔、孔蒂、法姆雄、穆瓦延库尔莱普瓦、楠普斯迈尼勒、沃莱讷。

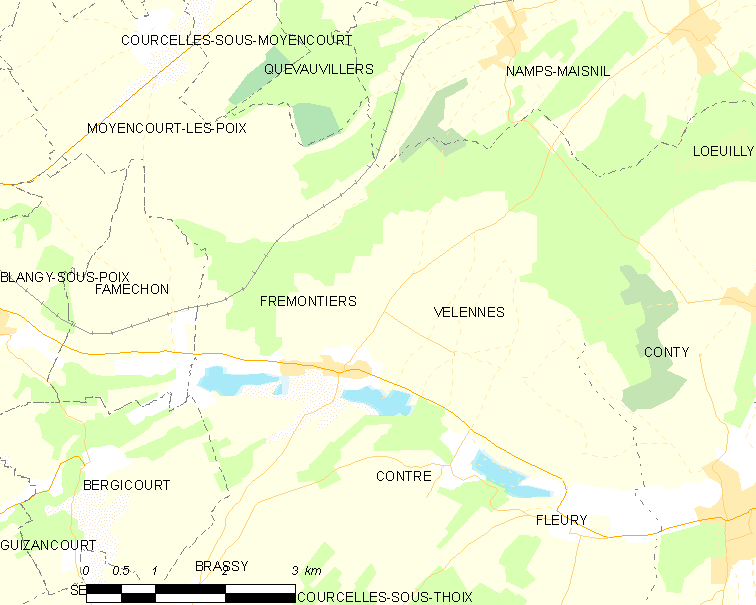
弗雷蒙捷的OSM定位图

弗雷蒙捷的时区为UTC+01:00、UTC+02:00（夏令时）。

## 行政
弗雷蒙捷的邮政编码为80160，INSEE市镇编码为80352。

## 政治
弗雷蒙捷所属的省级选区为努瓦河畔阿伊县。

## 人口

1962-2008年间弗雷蒙捷人口变化图示

弗雷蒙捷于2022年1月1日时的人口数量为166人。